# Свети Спас (Велес)
„Свети Спас“ (на македонска литературна норма: Свети Спас) е православна църква в град Велес, Северна Македония. Църквата е част от Повардарската епархия на Македонската православна църква.
Храмът е разположен на лявата страна на Вардар, в югоизточната част на града, на няколкостотин метра от последните къщи в горната част на Пърцорек – Рамина. Построен е в рида Свети Илия срещу по-голямата „Свети Пантелеймон“ на отсрещния бряг. Предполага се, че е от XIV век, вероятно от стар манастир, а е обновена в XIX век. В 1837 г. пърцоречките първенци издействат позволение за два месеца да си изградят храм в южната част на града, на мястото на старата църква, и с работата на цялото население успяват бързо да изградят „Свети Спас“, осветена от владиката Игнатий Велешки. Още от самото начало богослужението в нея е наченало на славянски.
Последните зографски работи са дело на прочутия велешки зограф Георги. В южния дял на църквата са гробовете на видни граждани, ктитори. В двора е гробът на възрожденеца Йордан Хаджиконстантинов Джинот. Иконата на Ной е от 1817 година. Иконата на Свети Петър и Павел датира от 1819 година. Камбанарията е изградена след 1912 година.